# Oberpfälzisch-Bayerischer Wald
Der Oberpfälzisch-Bayerische Wald ist eine naturräumliche Haupteinheitengruppe Deutschlands im nördlichen Osten Bayerns. Er besteht in der Hauptsache aus den bis 1456 m hohen Mittelgebirgen Bayerischer Wald und Oberpfälzer Wald, die die Böhmische Masse von unmittelbar diesseits der südwestlichen Grenze Tschechiens begrenzen. Nach dem Handbuch der naturräumlichen Gliederung Deutschlands trägt er die Kennziffer 40, nach der in den Grenzen unveränderten Nummerierung durch das Bundesamt für Naturschutz die Ziffer D63.

## Lage
Im äußersten Nordwesten geht die Großregion bei Waldsassen, Tirschenreuth und Erbendorf in das Thüringisch-Fränkische Mittelgebirge (39) über, das seine Kammrichtung nach Nordwesten verlängert. Zwischen Erbendorf (N) und Regensburg (S) schließt sich nach Westen das Oberpfälzisch-Obermainische Hügelland (07) an, das den Höhenzug von der Fränkischen Alb (08) trennt. Zwischen Regensburg und Passau liegt die Grenze zum sich nach Südwesten anschließenden Unterbayerischen Hügelland in unmittelbarer Nähe zur Donau. Nach Österreich setzt sich das Mittelgebirge (Böhmerwald) in Kammrichtung, also nach Südosten, fort. Nach Tschechien im Nordosten tut es dies senkrecht zum Kamm, der an der Staatsgrenze liegt.
Etwa mittig, zwischen Oberpfälzer und Bayerischem Wald, liegt die Kreisstadt Cham.

## Naturräumliche Gliederung
Da in der Feingliederung 1:200.000 Blatt 154/155 Bayreuth nicht erschienen ist, existiert eine komplette tiefergehende Gliederung nur südlich des Breitengrades 49°30'. Indes hat das Bayerische Landesamt für Umwelt (LfU) seit den 2000er Jahren die alten Haupteinheiten, in z. T. leicht, z. T. auch etwas deutlicher verschobenen Grenzen, neu gegliedert. Die Naturräume (nachgestellte Buchstaben) gliedern sich teilweise in mehrere einfach zusammenhängende Segmente, die nach der Reihenfolge ihrer Listung bei LfU (meistens von Südost nach Nordwest) durch nachgestellte Ziffern sortiert sind, die jedoch bei LfU nicht genannt werden – ebenso wenig wie die Namen der Segmente. Bei Naturräumen, die in Einzelblättern gegliedert wurden, wird eine ungefähre Übersetzung in jene Naturräume vorgenommen (siehe gegebenenfalls naturräumliche Gliederung in den Haupteinheitenartikeln); handelt es sich bei den Namen der Einheiten um Listungen aneinander grenzender Naturräume, so erfolgt ebenfalls eine Listung mit nachgestellter Nummer. Einige Haupteinheiten sind völlig neu abgegrenzt und gegliedert worden, während etwa die Haupteinheiten 405 und 407 fast exakt in gröbere Teileinheiten von Blatt 174 Straubing gegliedert sind
Der Oberpfälzisch-Bayerische Wald gliedert sich wie folgt in Haupteinheiten (dreistellig) und Untereinheiten nach LfU:
- 40 (= D63) Oberpfälzisch-Bayerischer Wald – 7.555,0 km² laut Handbuch, 7529,93 km² bei LfU
  - 400 Hinterer Oberpfälzer Wald – 508,9 km² laut Handbuch, 569,34 km² ohne Dieberg bei LfU
    - 400-A	Hinterer Oberpfälzer Wald im engeren Sinne, 3 Segmente:
      - 400-A1 Dieberg (Exklave in 402) [≈402.7][3] – 2,26 km²
      - 400-A2 Waldmünchen-Schönseer Hinterer Oberpfälzer Wald [≈400.0 Südlicher + 400.1 Mittlerer + 401.21 Waldmünchener Berge + Osten von 401.01 + Buchberg (bis 563 m) aus 402.3][3] – 253,87 km²
      - 400-A3 Flossenbürger Hinterer Oberpfälzer Wald [auf dem nicht erschienenen Blatt Bayreuth] – 176,66 km²

    - 400-B	Waldsassener Schiefergebirge [auf dem nicht erschienenen Blatt Bayreuth] – 138,81 km²

  - 401 Vorderer Oberpfälzer Wald – 1.900,0 km² laut Handbuch, 1716,76 km² bei LfU
    - 401-A	Bernrieder Hügelland [≈ 401.01 Grafenkirchener Berge (ohne Osten) + 401.1 Schwarzwihrberg-Kühberg-Massiv][3] – 149,19 km²
    - 401-B	Tiefenbach-Rötz-Hügelland und Winklarner Becken [≈ 401.2 Rötz-Waldmünchener-Schwarzachbergland ohne 401.21 und 401.24][3] – 177,87 km²
      - [Es existieren im Westen (von S nach N) die Beckenlandschaften 401.23 Rötzer Becken, 401.25 Winklarn-Muschenrieder Becken (mit Kulzer Hochmoor) und 401.26 Schneeberger Becken, die jedoch vergleichsweise fließend ineinander und in die östliche Nachbarschaft übergehen und keine Ausgliederung eines Winklarner Beckens nahelegen.][3]

    - 401-C	Gneishügelland von Neukirchen Balbini [≈ 401.00][3] – 94,31 km²
    - 401-D	Nordwestlicher Oberpfälzer Wald [auf dem nicht erschienenen Blatt Bayreuth] – 451,60 km²
    - 401-E	Naabgebirge und Neunburger Schwarzachbergland [≈ Südwesten von 401.3 Oberviechtach-Neunburger Schwarzachbergland[3] bzw. Südwestlicher Niederer Oberpfälzer Wald inkl. 401.39 Naabgebirge[2]] – 309,43 km²
    - 401-F	Pfreimdtal und Oberpfälzer Bergland [≈ 401.24 Dieterskirchener Aschatal[3] + Mitte und Nordosten von 401.3[2][3]] – 534,36 km²

  - 402 Cham-Further Senke – 322,5 km² laut Handbuch, 266,00 km² mit Dieberg bei LfU
    - 402-A	Regen-Chamb-Aue [≈ 402.0 Vilzinger Bucht + 402.1 Cham-Rodinger Regenniederung + Niederungen aus 402.4 Arnschwanger Becken und 402.6 (nur kleiner Anteil)][3] – 81,22 km²
    - 402-B	Cham-Further-Hügelland [≈ 402.2 Pemflinger Bucht + 402.3 Katzbergerer Hügelland (ohne Buchberg) + höhere Teile von 402.4 + 402.6 Furth-Eschlkamer Riedelland][3] – 182,52 km²

  - 403 Hinterer Bayerischer Wald – 1.028,6 km² laut Handbuch, 1044,33 km² bei LfU
    - 403-A	Künisches Gebirge (bis 1343 m, in D bis 1333 m) [≈ 403.7][3] und Hoher Bogen (bis 1079 m) [≈ 403.8][3]- zusammen mit den Gabbro-Bergen der Buchberger Höhen (bis 774 m, östlich von Vorderbuchberg) [≈ 402.8] – 117,06 km²
    - 403-B	Lamer Winkel [≈ 403.6 Oberes Tal des Weißen Regen mit Ostteil 403.60 Lamer Winkel][3] – 36,39 km²
    - 403-C	Arber-Kaitersberg-Massiv (bis 1456 m) [≈ 403.5 Arber-Kaitersbergzug][3] – 180,28 km²
    - 403-D	Oberes Regental [≈ 403.30 Eisensteiner Kessel + 403.31 Eisenstein-Zwieseler Regental, erweitert um die Nordwestflanke von 403.2][3], Zwieseler Becken [≈ 403.32 + 403.33 Regental bei Bettmannsäge][3] und Kronberg-Rücken (bis 983 m) [≈ 403.4 Kronbergkamm][3][3] – 218,79 km²
    - 403-E	Lusen-Rachel-Falkenstein-Grenzkamm (bis 1453 m) [≈ 403.2 Rachelwald[3][4][5] + 403.40 Lusen ohne Südwesten[5]] – 134,04 km²
    - 403-F	Anstieg und mittlere Lagen des Inneren Bayerischen Waldes [≈ 403.0 Rinchnacher Wald[4][5] + 403.1 Frauenau-Reichenberger Talsenke[4][5] + Südwesten von 403.40[5] + 403.42 Finsterau-Mauther Einschnitt[5] + 403.41 Langruckkamm ohne Südosten[5] + 403.50 Bischofsreuter Wald ohne Nordosten[5] + 403-51 Haidmühler Mulde ohne Nordosten[5]] – 299,29 km²
    - 403-G Bischofsreuter Waldhufen [≈ Südosten von 403-41 + Nordosten von 403.50/51][5] – 28,97 km²
    - 403-H	Dreisessel [≈ 403.52 Pleckensteinwald][5] – 25,51 km²

  - 404 Regensenke [= 404 + 402.5 Sengenbühler Hügelland[3]] – 833,2 km² laut Handbuch, 788,77 km² bei LfU
  - 405 Vorderer Bayerischer Wald – 305,5 km² laut Handbuch, 382,23 km² bei LfU
    - 405-A	Westlicher Vorderer Bayerischer Wald (bis 1095 m) [≈ 405.4[3][4] + 405.3 Graflinger Paßsenke[4]] – 198,60 km²
    - 405-B	Riegelberge (bis 1121 m) [≈ 405.2][4] – 78,84 km²
    - 405-C	Östlicher Vorderer Bayerischer Wald (bis 1015 m) [≈ 405.0 + 405.1 Ruselsenke][4] – 104,79 km²

  - 406 Falkensteiner Vorwald – 1.067,4 km² laut Handbuch, 1057,00 km² bei LfU
    - 406-A	Hügelland des Falkensteiner Vorwaldes, 3 Segmente:
      - 406-A1 Hügelland des Falkensteiner Vorwaldes (Hauptteil) – 957,25 km²
      - 406-A2 Kühberg (bei Walderbach) (485 m) – 10,38 km²
      - 406-A3 Äußerer Jugendbergbereich [≈ 406.82][2] – 39,10 km²

    - 406-B	Regendurchbruchstal, 2 Segmente:
      - 406-B1 Regendurchbruchstal im Falkensteiner Vorwald [≈ 406.81][2] – 6,00 km²
      - 406-B2 Reichenbacher Regendurchbruchstal [≈ 406.6][3] – 44,27 km

  - 407 Lallinger Winkel (auch_ Deggendorfer Vorwald)[4] – 197,6 km² laut Handbuch, 203,55 km² bei LfU
    - 407-A	Schöllnacher Hügelland [≈ 407.2][4] und Schwanenkirchner Bucht [≈ 407.0][4] – 98,44 km²
    - 407-B	Hausstein-Sonnenwald-Bergfuß [≈ 407.1][4] – 104,82 km²

  - 408 Passauer Abteiland und Neuburger Wald – 1.049,3 km² laut Handbuch, 1229,08 km² bei LfU
    - 408-A	Hügelländer des Passauer Abteilandes [aus 408.4 Oberes Ohe-Ilz-Bergland und Randteilen von 403.5 und 409.30][5] – 162,44 km²
    - 408-B	Ilz-Osterbach-Steilstufe [aus dem Südwesten von 408.4, dem Nordosten von 408.31 und dem Norden von 408.5)][5] – 93,79 km²
    - 408-C	Ilz-Erlau-Hügelland [≈ 408.5 Karlsbacher Hügelland (ohne Norden) + 408.6 Ilzvorwald[5] (ohne Süden)] – 459,54 km²
    - 408-D	Dreiburgenland [≈ 408.31 Ilzhochland (Dreiburgenland)][4][5][8] – 98,61 km²
    - 408-E	Nördliche Donaurandhöhen [≈ 408.2, jedoch nach Norden etwas weiter reichend][4][5] – 172,64 km²
    - 408-F	Südliche Donaurandhöhen [≈ 408.0][4][5], 2 Segmente_
      - 408-F1 Sauwald [≈CA][5] – 3,60 km²
      - 408-F2 Neuburger Wald [≈ 408.03 im weiteren Sinne[9] bzw. ≈ 408.0 Südliche Donaurandhöhen][4][5] – 173,77 km²

    - 408-G Vilshofen-Passauer Donauengtal[10] [≈ 408.1][4][5][11] – 59,30 km²
    - 408-H	Inn-Engtal – 5,39 km²

  - 409 Wegscheider Hochfläche – 397,0 km² laut Handbuch, 272,87 km² bei LfU
    - 409-A	Hauzenberger Bergland [≈ 409.0 Hauzenberger Wald + Süden von 409.4 Wegscheider Mulde + 409.1 Gottsdorfer Berge][5] – 126,96 km²
    - 409-B	Jandelsbrunn-Wegscheider Hügelland [≈ 409.2 Haselberger Kuppen + 409.3 Mühlsenke ohne Norden, + Norden von 409.4][5] – 146,01 km²

Auf dem Gebiet Tschechiens gibt es eine landesinterne geomorphologische Gliederung, für das oberösterreichische Gebiet gibt es ebenfalls eine naturräumliche Gliederung; beide Gliederungen haben je ein anderes Kennziffernsystem. sind jedoch an den Nahtstellen mit den deutschen Einheiten vereinbar.